# Mistrzostwa Świata w Lekkoatletyce 1983 – bieg na 800 m kobiet

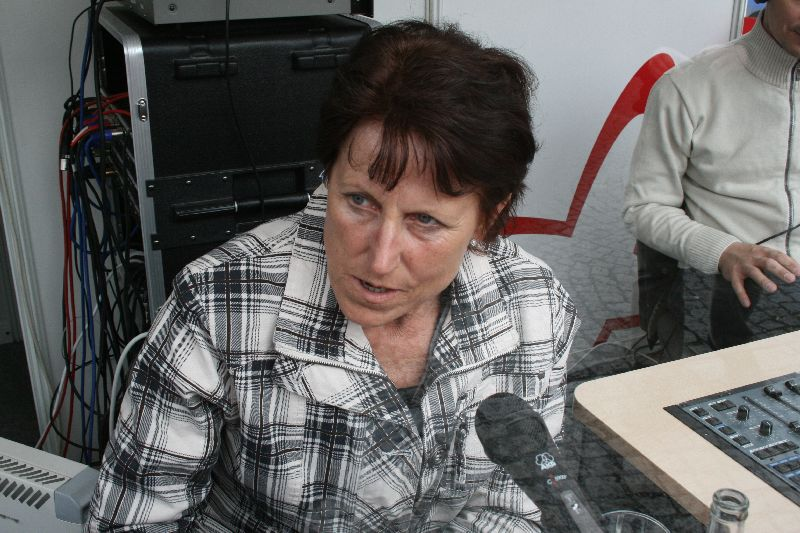
Mistrzyni świata Jarmila Kratochvílová

Bieg na 800 metrów kobiet – jedna z konkurencji biegowych rozgrywanych podczas lekkoatletycznych mistrzostw świata w 1983 na Stadionie Olimpijskim w Helsinkach.

## Terminarz
| Data       |            |
| ---------- | ---------- |
| 7 sierpnia | Eliminacje |
| 8 sierpnia | Półfinały  |
| 9 sierpnia | Finał      |

## Rekordy
|               | Zawodniczka           | Wynik   | Miejsce   | Data               |
| ------------- | --------------------- | ------- | --------- | ------------------ |
| Rekord świata | Jarmila Kratochvílová | 1:53,28 | Monachium | 26 lipca 1983(dts) |

## Wyniki

### Eliminacje
Rozegrano 4 biegi eliminacyjne. Z każdego biegu trzy najlepsze zawodniczki automatycznie awansowały do półfinałów (Q). Skład półfinalistek uzupełniły cztery najszybsze biegaczki spoza pierwszej trójki ze wszystkich biegów eliminacyjnych (q).

### Bieg 1
| Poz. | Imię i nazwisko      | Narodowość     | Wynik   | Uwagi |
| ---- | -------------------- | -------------- | ------- | ----- |
| 1    | Margrit Klinger      | RFN            | 2:02,08 | Q     |
| 2    | Jolanta Januchta     | Polska         | 2:02,58 | Q     |
| 3    | Milena Matějkovičová | Czechosłowacja | 2:02,60 | Q     |
| 4    | Elena Lina           | Rumunia        | 2:04,50 | q     |
| 5    | Attina Sawtell       | Wyspy Cooka    | 2:18,25 |       |
| 6    | Christine Bakombo    | Zair           | 2:19,68 |       |

### Bieg 2
| Poz. | Imię i nazwisko         | Narodowość                        | Wynik   | Uwagi |
| ---- | ----------------------- | --------------------------------- | ------- | ----- |
| 1    | Jekatierina Podkopajewa | ZSRR                              | 2:06,42 | Q     |
| 2    | Totka Petrowa           | Bułgaria                          | 2:06,60 | Q     |
| 3    | Zuzana Moravčíková      | Czechosłowacja                    | 2:06,76 | Q     |
| 4    | Jill McCabe             | Szwecja                           | 2:07,23 | q     |
| 5    | Maria Lomba             | Wyspy Świętego Tomasza i Książęca | 2:21,90 |       |
| –    | Fatalmoudou Touré       | Mali                              | DQ      |       |

### Bieg 3
| Poz. | Imię i nazwisko       | Narodowość               | Wynik   | Uwagi |
| ---- | --------------------- | ------------------------ | ------- | ----- |
| 1    | Antje Schröder        | NRD                      | 2:10,61 | Q     |
| 2    | Jarmila Kratochvílová | Czechosłowacja           | 2:12,36 | Q     |
| 3    | Célestine N’Drin      | Wybrzeże Kości Słoniowej | 2:12,52 | Q     |
| 4    | Hala El-Moughrabi     | Syria                    | 2:15,17 |       |
| 5    | Eucaris Caicedo       | Kolumbia                 | 2:17,06 |       |
| 6    | Sofiya Mohamed        | Komory                   | 2:55,64 |       |
| –    | Irina Podjałowska     | ZSRR                     | DNS     |       |

### Bieg 4
| Poz. | Imię i nazwisko   | Narodowość        | Wynik   | Uwagi |
| ---- | ----------------- | ----------------- | ------- | ----- |
| 1    | Lubow Gurina      | ZSRR              | 2:04,17 | Q     |
| 2    | Doina Melinte     | Rumunia           | 2:04,30 | Q     |
| 3    | Robin Campbell    | Stany Zjednoczone | 2:04,83 | Q     |
| 4    | Tina Krebs        | Dania             | 2:05,49 | q     |
| 5    | Jennifer Bean     | Bermudy           | 2:13,80 | q     |
| 6    | Trịnh Thị Bé      | Wietnam           | 2:17,54 |       |
| 7    | Khadija Al Matari | Jordania          | 2:28,72 |       |

### Półfinały
Rozegrano 2 biegi półfinałowe. Z każdego biegu 4 najlepsze zawodniczki awansowały do finału (Q).

### Bieg 1
| Poz. | Imię i nazwisko         | Narodowość               | Wynik   | Uwagi |
| ---- | ----------------------- | ------------------------ | ------- | ----- |
| 1    | Jekatierina Podkopajewa | ZSRR                     | 1:59,55 | Q     |
| 2    | Jarmila Kratochvílová   | Czechosłowacja           | 1:59,58 | Q     |
| 3    | Milena Matějkovičová    | Czechosłowacja           | 2:00,02 | Q     |
| 4    | Robin Campbell          | Stany Zjednoczone        | 2:00,22 | Q     |
| 5    | Jolanta Januchta        | Polska                   | 2:02,23 |       |
| 6    | Jill McCabe             | Szwecja                  | 2:02,92 |       |
| 7    | Elena Lina              | Rumunia                  | 2:03,59 |       |
| 8    | Célestine N’Drin        | Wybrzeże Kości Słoniowej | 2:08,14 |       |

### Bieg 2
| Poz. | Imię i nazwisko    | Narodowość     | Wynik   | Uwagi |
| ---- | ------------------ | -------------- | ------- | ----- |
| 1    | Lubow Gurina       | ZSRR           | 1:59,33 | Q     |
| 2    | Antje Schröder     | NRD            | 1:59,46 | Q     |
| 3    | Margrit Klinger    | RFN            | 1:59,49 | Q     |
| 4    | Doina Melinte      | Rumunia        | 1:59,60 | Q     |
| 5    | Zuzana Moravčíková | Czechosłowacja | 1:59,96 |       |
| 6    | Totka Petrowa      | Bułgaria       | 2:01,32 |       |
| 7    | Tina Krebs         | Dania          | 2:02,19 |       |
| 8    | Jennifer Bean      | Bermudy        | 2:12,93 |       |

### Finał
| Poz. | Imię i nazwisko         | Narodowość        | Wynik   |
| ---- | ----------------------- | ----------------- | ------- |
| 1    | Jarmila Kratochvílová   | Czechosłowacja    | 1:54,68 |
| 2    | Lubow Gurina            | ZSRR              | 1:56,11 |
| 3    | Jekatierina Podkopajewa | ZSRR              | 1:57,58 |
| 4    | Margrit Klinger         | RFN               | 1:58,11 |
| 5    | Robin Campbell          | Stany Zjednoczone | 2:00,03 |
| 6    | Doina Melinte           | Rumunia           | 2:00,13 |
| 7    | Milena Matějkovičová    | Czechosłowacja    | 2:01,72 |
| 8    | Antje Schröder          | NRD               | 2:02,13 |